# بال‌های تاتو
تله‌کابین بال‌های تاتِو (ارمنی: Տաթևի թևեր Tatevi tever; انگلیسی: Wings of Tatev) طولانی‌ترین تله‌کابین کابلی بدون توقف جهان به طول ۵٫۷ کیلومتر (۳٫۵ مایل) می‌باشد. این تله‌کابین از روستای «هالیدروز» (در نزدیکی آزادراهی در ایروان) در آغاز شده و تا روستای تاتو در جنوب ارمنستان امتداد پیدا می‌کند.

## مشخصات و تاریخچه
این خط می‌تواند دسترسی به صومعه تاتو، یکی از مهمترین مراکز مذهبی کشور ارمنستان و اصلی‌ترین جاذبه توریستی این کشور را تسهیل بخشد. این تله‌کابین از مناطقی بسیار زیبا و دیدنی عبور می‌کند این منطقه یکی از ۱۵ منطقه باستانی از قلمرو سلطنت ارمنستان به‌شمار می‌رفته‌است.
تله‌کابین بال‌های تاتو در تاریخ ۱۶ اکتبر ۲۰۱۰ راه‌اندازی شده‌است و یکی از بزرگترین جاذبه‌های منطقه قفقاز و از پروژه‌های بنیاد توسعه ارمنستان به‌شمار می‌رود.
تله‌کابین «بال‌های تاتِو» در واقع راه دستیابی فوری به کلیسای تاریخی «تاتو»، به‌عنوان صومعهٔ یکی از حواریون ارمنی است. کلیسا در روستا و منطقه‌ای به همین نام، در ارتفاعات پوشیده از درخت قرار دارد.
این تله‌کابین در تاریخ ۲۳ اکتبر ۲۰۱۰ رسماً در کتاب رکوردهای گینس نیز ثبت شده‌است. سرژ سرکیسیان رئیس‌جمهور ارمنستان اولین مسافر طولانی‌ترین تله‌کابین جهان بوده‌است.
پیش از ساخت تله‌کابین بال‌های تاتو، «تله‌کابین ساندیا پیک» (Sandia Peak) در ایالت نیومکزیکو ایالات متحده آمریکا با طول ۴٫۳ کیلومتر عنوان طولانی‌ترین تله‌کابین جهان را به خود اختصاص داده بود.
مجموعهٔ تفریحی-تاریخی تاتِو، یکی از پروژه‌های بنیاد توسعهٔ ارمنستان بوده که با سرمایه‌ای حدود ۲۰ میلیون دلار، به‌عنوان یک سرمایه‌گذاری بخش خصوصی و با به‌کارگیری متخصصان سوئیسی به سرانجام رسیده‌است.
راه‌اندازی این خط تله‌کابین هزینه‌ای ۱۸ میلیون دلار (۱۳ میلیون یورو) دربرداشته که بیشترین بخش آن توسط کمک‌های مالی از جانب بخش‌های خصوصی تأمین شده‌است.
در این خط دو کابین ۲۵ نفره حرکت خواهند کرد که استفاده از آنها برای بومیان منطقه رایگان خواهد بود.
سرعت حرکت کابین‌ها ۳۷ کیلومتر (۲۳ مایل) بر ساعت بوده و با این سرعت سفری یک طرفه ۱۰ دقیقه به طول خواهد انجامید. در مرتفع‌ترین موقعیت ممکن نیز فاصله کابین‌ها از سطح زمین ۳۲۰ متر (۱٬۰۵۰ فوت) خواهد بود.

به گفته سرگئی تنتوشیان معاون بنیاد توسعه ارمنستان
هزاران نفر از طریق این تله‌کابین پیشرفته و مدرن به صومعه و کلیسای ۱۸۰۰ ساله تاتو می‌روند و ۹ روستای اطراف نیز از این طریق کسب درآمد می‌کنند.
 بر اساس گزارش AFP، راه‌اندازی این خط تله‌کابین بخشی از پروژه‌ای ۵۰ میلیون دلاری با هدف توسعه صنعت توریسم در روستای تاتو و مناطق اطراف آن بوده‌است.

## نگارخانه

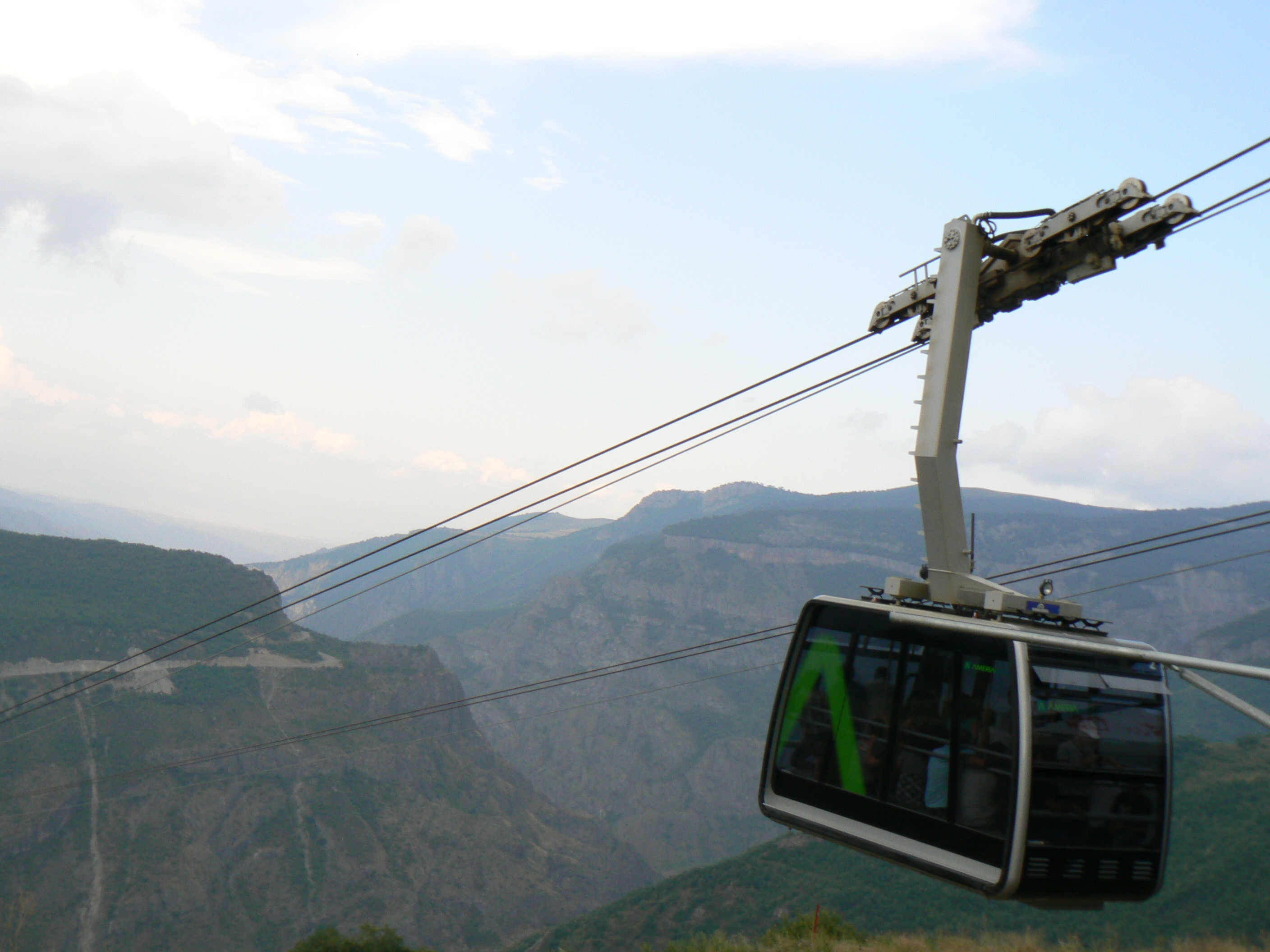
کابین مترو
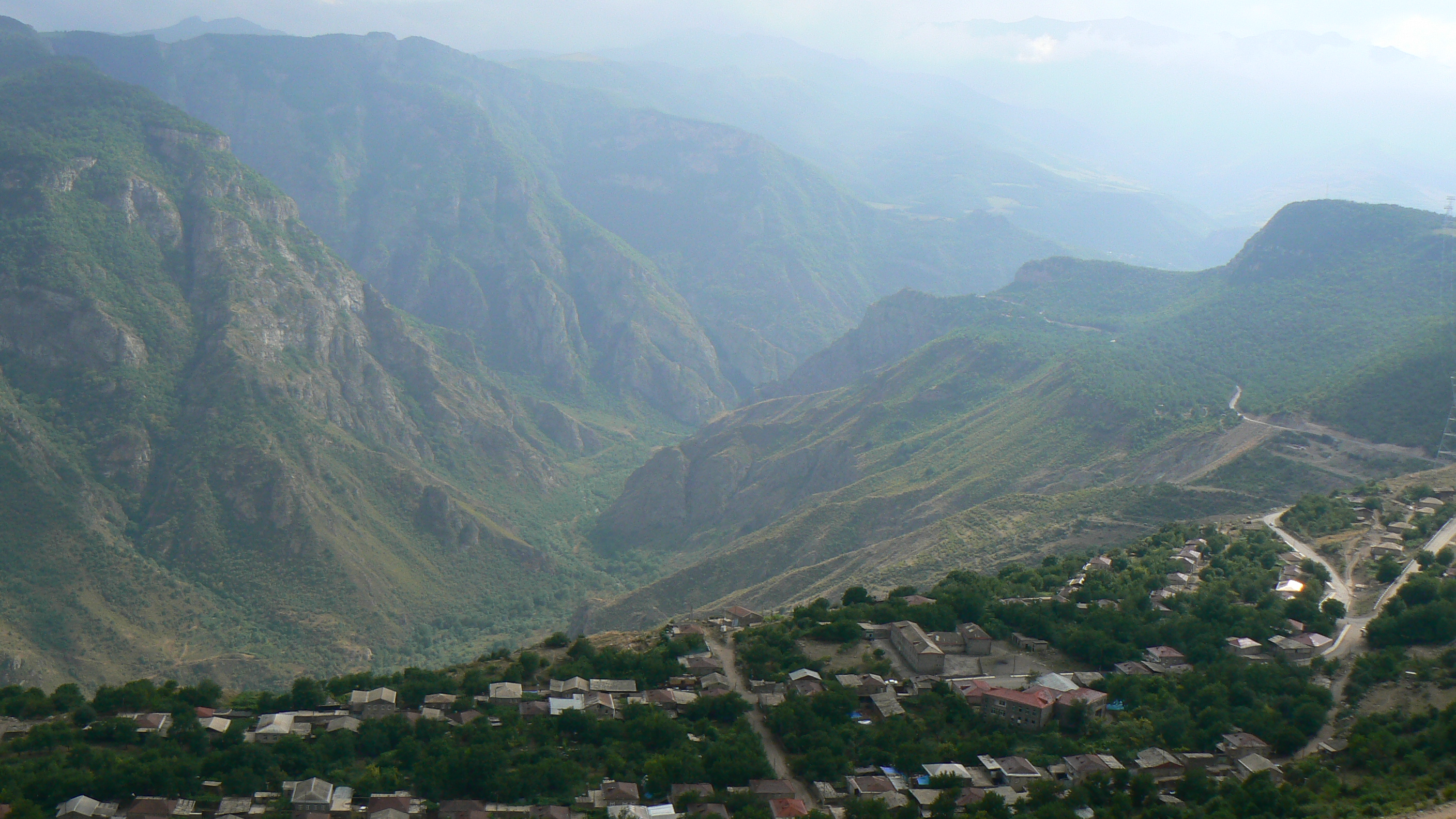
نمایی از تله‌کابین
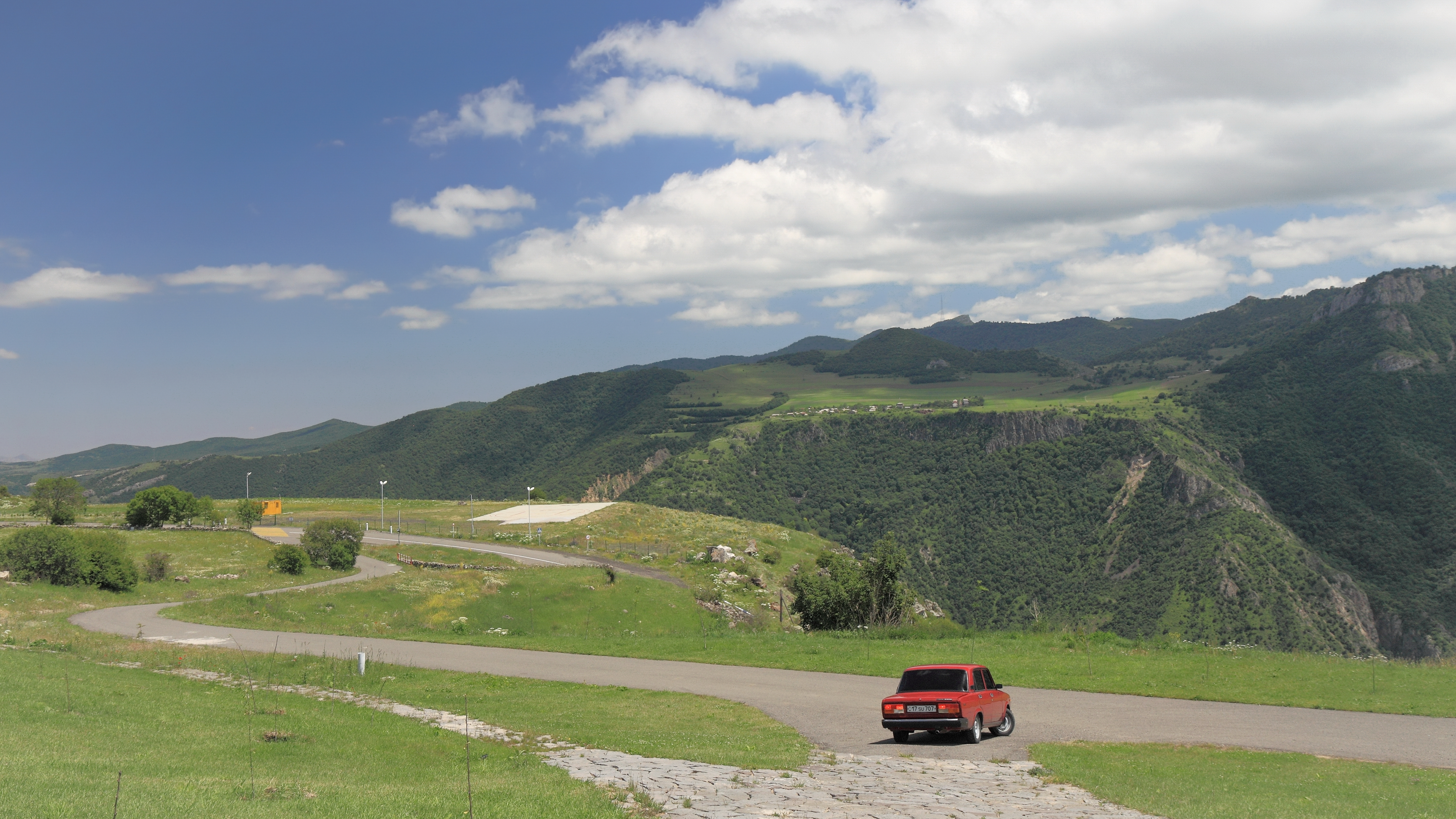
مسیر به ساختمان اصلی ایستگاه سفلی در روستای "هالیدزور" ۲۰۱۴
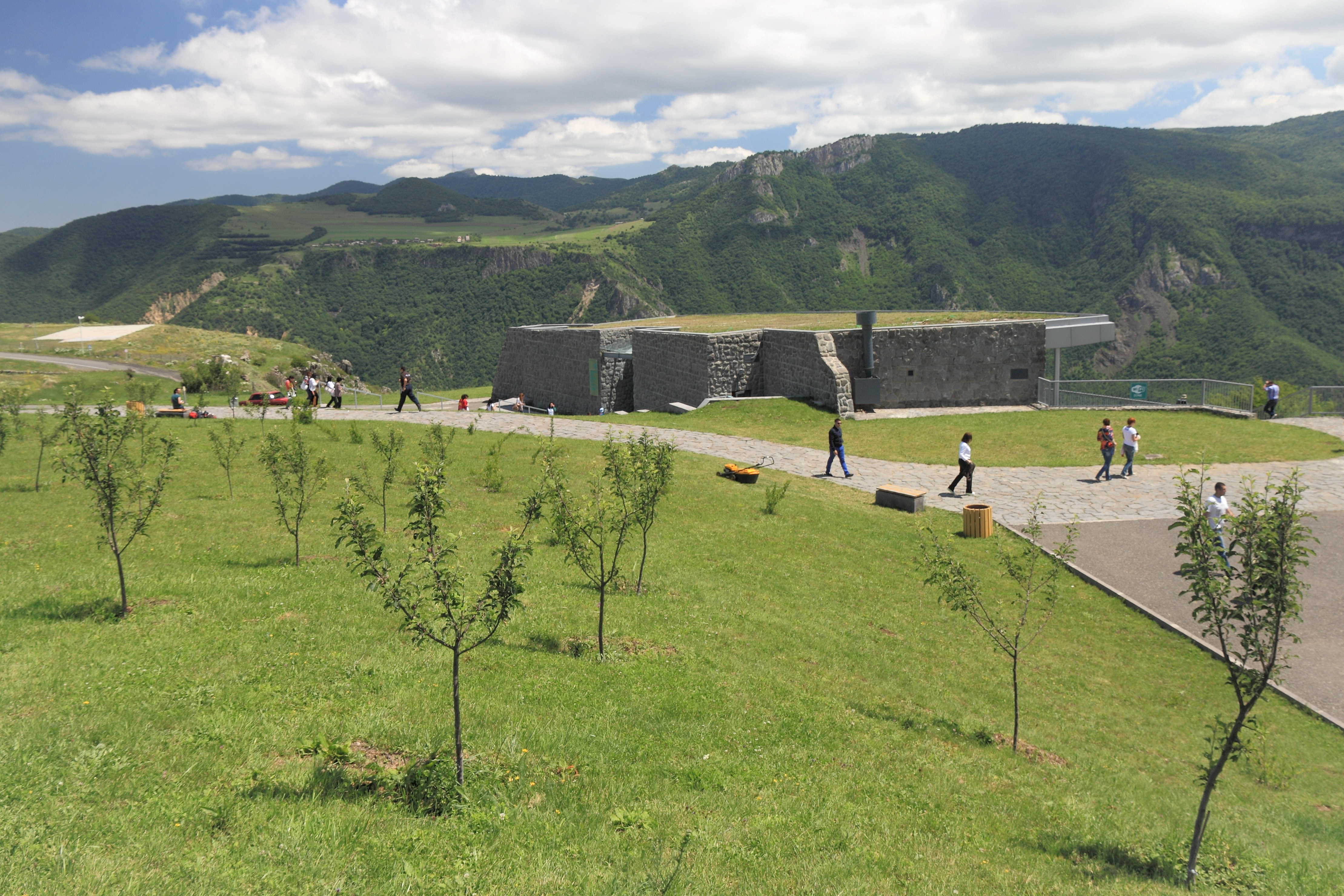
ساختمان اصلی (مدیریت، رستوران، باجه بلیت فروشی)
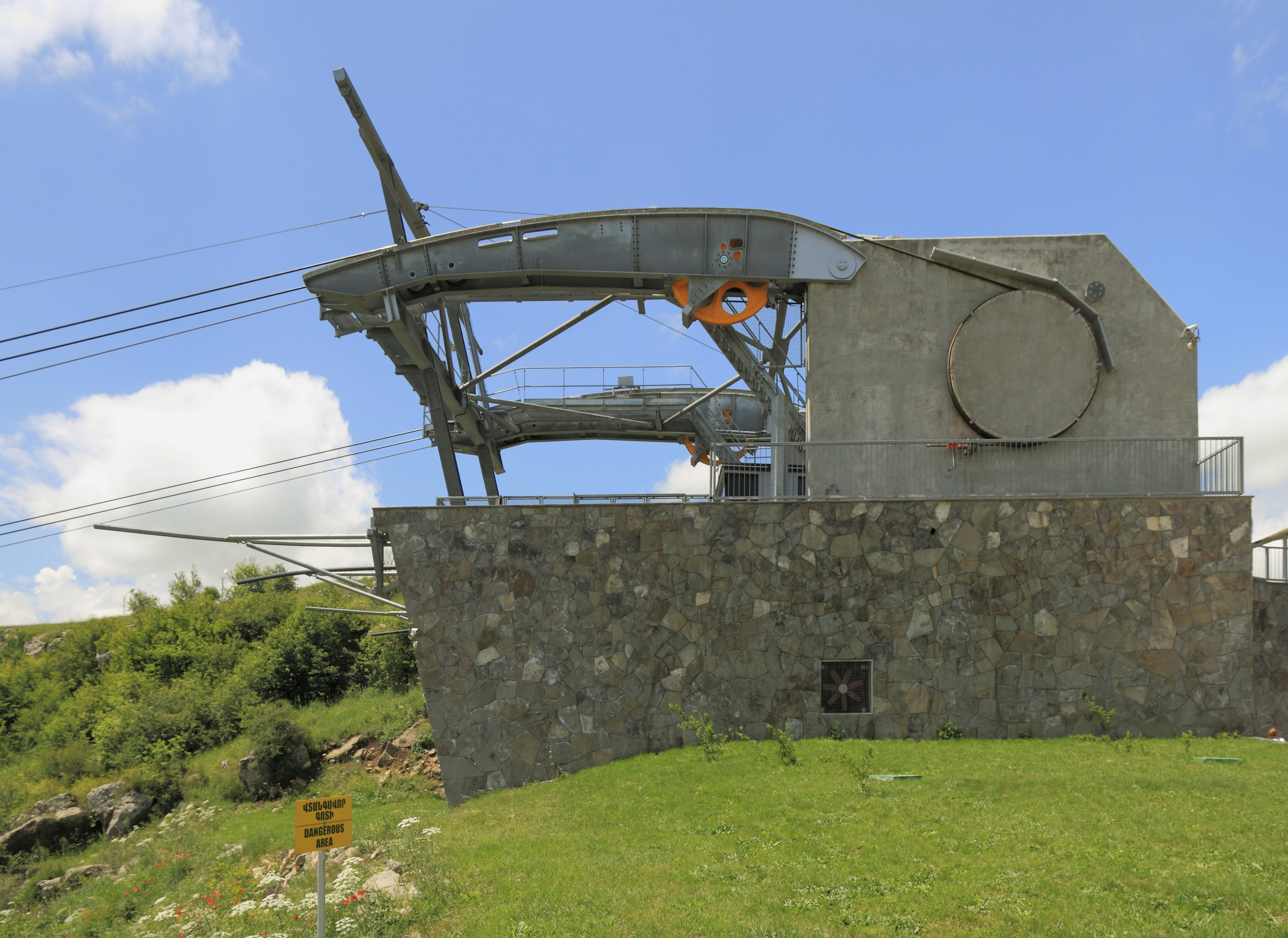
ایستگاه سفلی "هالیدزور"
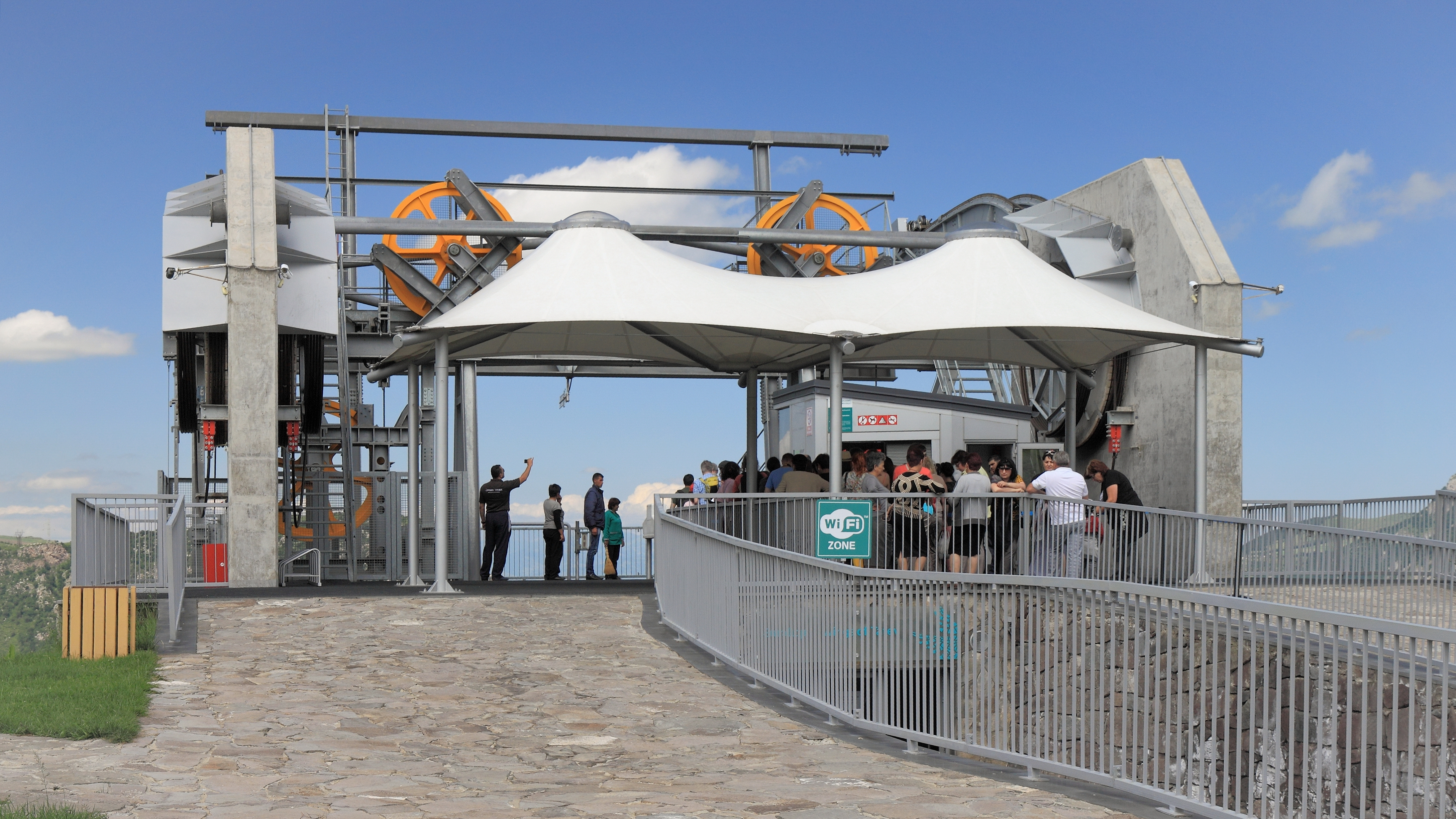
ایستگاه علیا "تاتو"
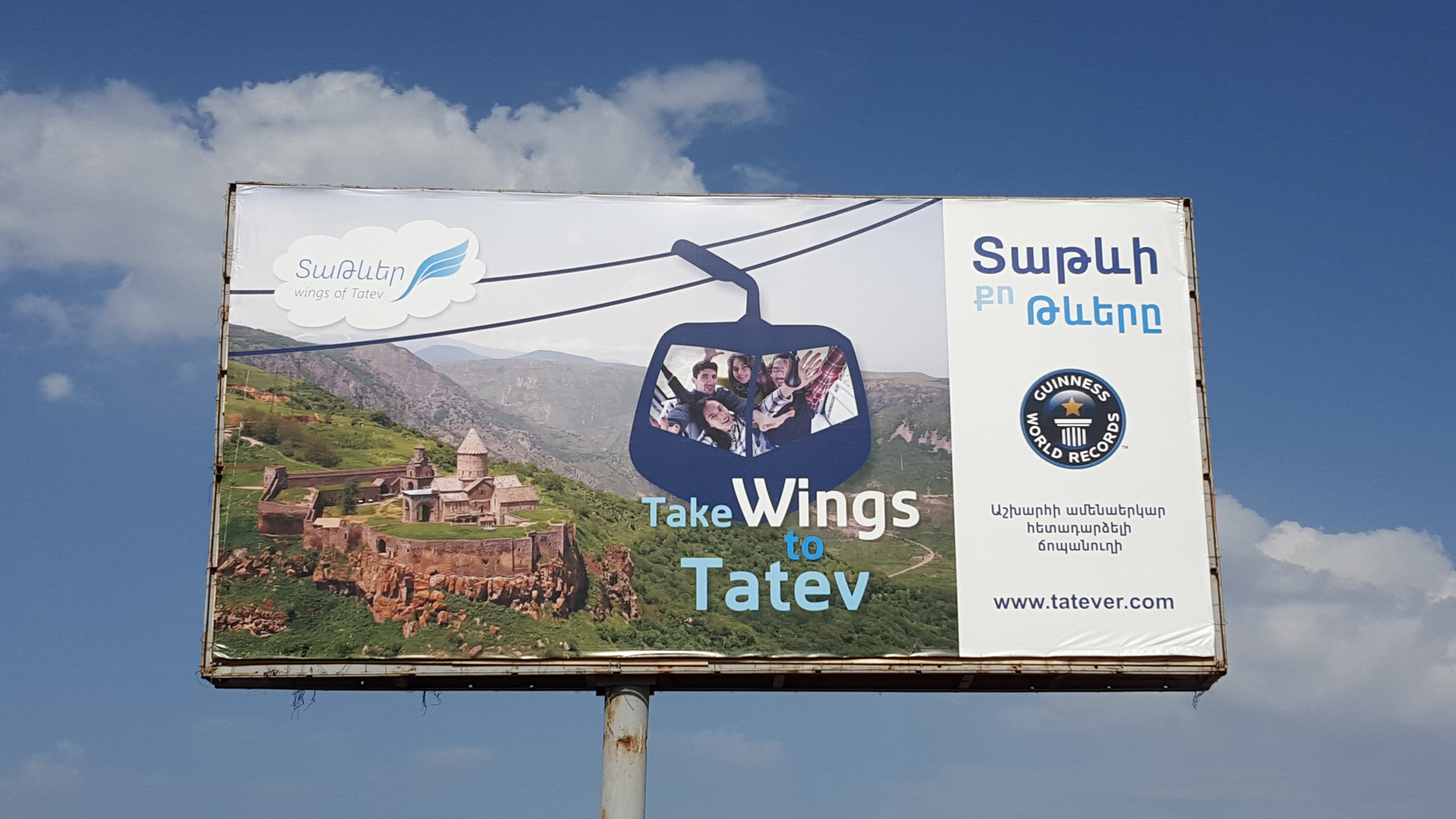
بیلبورد تبلیغاتی تراموا در نزدیکی گوریس

## توضیحات
1. ↑  ایستاتوس، شاگرد سنت تادئوس رسول، قرن‌ها پیش در این منطقه موعظه می‌کرد و به شهادت رسید